# Pera distichophylla
Pera distichophylla là một loài thực vật có hoa trong họ Peraceae. Loài này được (Mart.) Baill. mô tả khoa học đầu tiên năm 1858.